# سالتزانو
سالتزانو (به ایتالیایی: Salzano) یک کومونه در ایتالیا است که در استان ونیز واقع شده‌است. سالتزانو ۱۷ کیلومتر مربع مساحت و ۱۲٬۰۳۳ نفر جمعیت دارد و ۱۰ متر بالاتر از سطح دریا واقع شده‌است.

## خواهرخوانده
شهرهای Villefontaine و مار دل پلاتا خواهرخوانده‌های سالتزانو هستند.